# Kokota
Pour les articles homonymes, voir kkk.
Le kokota est une langue parlée par environ 900 locuteurs aux Salomon, dans l’île Santa Isabel, dans les villages Sisiga et Ghoveo sur la côte du nord-est et à Hurepelo sur la côte du sud-ouest. Elle appartient à la famille des langues de Nouvelle-Irlande des langues océaniennes. Ses locuteurs emploient aussi le cheke holo ou le zabana.

## Prononciation et écriture
Les conventions orthographiques du kokota sont présentées dans les tableaux ci-dessous à côté des phonèmes correspondants.

### Consonnes
Une particularité du kokota est que les consonnes ont toutes une distinction de voisement.
|            |         | Bilabiales | Labio-dentales | Alvéolaires | Vélaires | Glottale |
| ---------- | ------- | ---------- | -------------- | ----------- | -------- | -------- |
| Occlusives | Sourdes | /p/ p      |                | /t/ t       | /k/ k    |          |
| Occlusives | Sonores | /b/ b      |                | /d/ d       | /ɡ/ ḡ    |          |
| Fricatives | Sourdes |            | /f/ f          | /s/ s       |          | /h/ h    |
| Fricatives | Sonores |            | /v/ v          | /z/ z       | /ɣ/ g    |          |
| Nasales    | Sourdes | /m̥/ mh     |                | /n̥/ nh      | /ŋ̊/ n̄h   |          |
| Nasales    | Sonores | /m/ m      |                | /n/ n       | /ŋ/ n̄    |          |
| Latérales  | Sourde  |            |                | /l̥/ lh      |          |          |
| Latérales  | Sonore  |            |                | /l/ l       |          |          |
| Battues    | Sourde  |            |                | /ɾ̥/ rh      |          |          |
| Battues    | Sonore  |            |                | /ɾ/ r       |          |          |

Les sons /ɣ/ et /h/ s’amuïssent parfois dans le langage courant, le plus souvent entre deux voyelles identiques.

### Voyelles
Le kokota a retenu les cinq voyelles du proto-océanien.
|          | Antérieures | Centrale | Postérieures |
| -------- | ----------- | -------- | ------------ |
| Fermées  | /i/ i       |          | /u/ u        |
| Moyennes | /e/ e       |          | /o/ o        |
| Ouverte  |             | /a/ a    |              |

Il n’y a pas de diphtongue phonémique, mais dans le langage courant, certaines suites de voyelles peuvent être prononcées comme une diphtongue : /ae/, /ai/, /ao/, /au/, /ei/ et /ou/.
Dans la langue courante, les voyelles autres que /a/ sont prononcées comme des semi-voyelles quand elles précèdent une autre voyelle. Par exemple, /teɡeo/ (« remercier ») est prononcé /teɡjo/, /ikoa/ (« être petit ») est réalisé /ikwa/. Ce phénomène n’a jamais lieu après deux consonnes : /baknoa/ (« être lent ») ne peut pas être prononcé * [baknwa].

### Syllabes
Les syllabes ne se terminent jamais par une consonne (sauf dans quelques emprunts au pijin). Elles contiennent obligatoirement une voyelle (ou une diphtongue), et peuvent commencer par une consonne (ou deux dans certains cas).
Les paires de consonnes autorisées en début de syllabe sont une constrictive suivie d’une coronale voisée : /pl/, /fn/, /ɡl/, /kɾ/, etc.

## Exemples
| Mot    | Traduction |
| ------ | ---------- |
| terre  | kava       |
| ciel   | kolan̄a     |
| eau    | bakru      |
| feu    | totoi      |
| homme  | mane       |
| femme  | gase       |
| manger | n̄hau       |
| boire  | kumai      |
| grand  | dou        |
| petit  | ikoa       |
| nuit   | ḡrugu      |
| jour   | nare       |